# 車潤秋
車潤秋（Che Runqiu，1990年10月23日－），生於中國廣東，香港足球運動員，司職右後衛，現時自由身。

## 球會生涯
車潤秋生於中國廣東，從小便跟比他大8歲的哥哥在廣州四處踢球，先效力廣州醫藥青年軍，但由於球隊涉假波風波而被解散，及後轉投番禺明珠，2009年球隊與和富大埔結盟，車潤秋因而到香港試訓繼而加盟，在起初效力和富大埔期間後防的位置基本上全數擔任，在2012至13年度協助球隊以互射十二碼勇奪高級組銀牌冠軍，可惜好景不常，球隊在季末不幸降班收場。幸好當時南區教練馮凱文邀請車潤秋加盟，在南區表現出色深受球迷支持，同年季末獲得加盟班霸南華的機會，初時得到時任教練的楊正光賞識取得正選，可惜球隊經歷幾番更換教練，車潤秋更因一時的失誤令他在2015年失去了出場機會，2016年9月26日，南華官方宣佈接受和富大埔的借將請求，將車潤秋即日起外借。2016年12月30日，車潤秋在和富大埔的借用期屆滿，重返南華。2017年6月，南華宣佈經重新檢視球隊近年發展後決定來屆退出香港超級聯賽轉戰香港甲組聯賽培育青年球員，而車潤秋與南華解決合約問題後將於新一季離隊重投冠忠南區。
2019年7月，車潤秋加盟香港超級聯賽球會和富大埔。

## 個人生活
車潤秋能擔任右後衛、左後衛、中堅、防守中場，中後場位置也十分稱職，因其通天老倌的特點而被球迷予以「萬能車」的外號。

## 榮譽
和富大埔
- 香港高級組銀牌冠軍（2012–13季度）

南華
- 香港社區盃冠軍（2014、2015年）

香港代表隊
- 港澳埠際賽冠軍（2013年）

## 外部連結
- 香港足球總會網頁球員註冊資料 （页面存档备份，存于）